# Paços (Melgaço)
Paços ist ein Ort und eine ehemalige Gemeinde (Freguesia) im nordportugiesischen Kreis Melgaço.

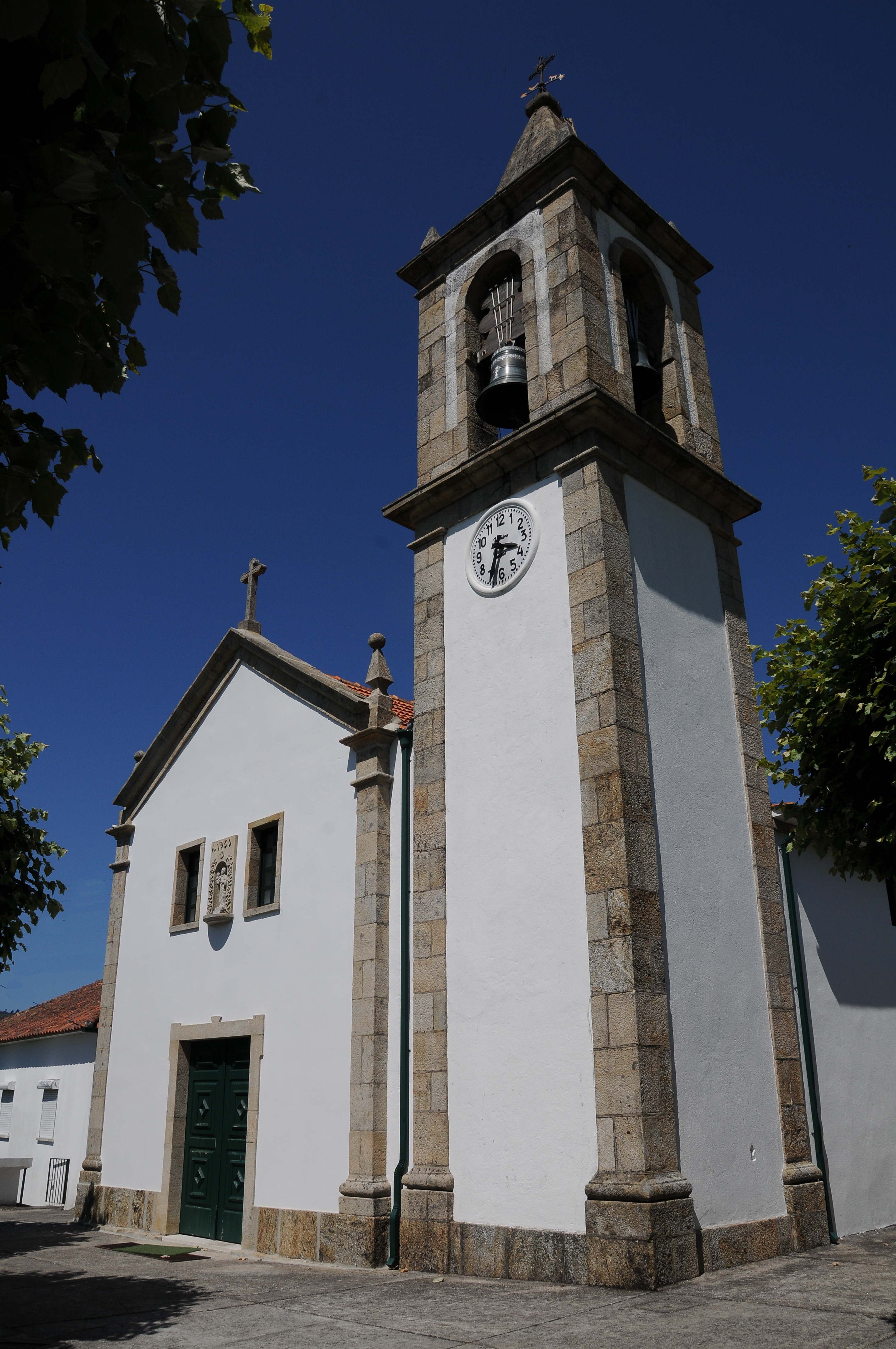
Kirche von Paços

 Die Gemeinde hatte 317 Einwohner (Stand 30. Juni 2011).
Am 29. September 2013 wurden die Gemeinden Paços und Chaviães zur neuen Gemeinde União das Freguesias de Chaviães e Paços zusammengeschlossen.